# Reinhard Kusch
Reinhard Kusch (* 22. Dezember 1946; † 3. Dezember 2010 in Frankfurt an der Oder) war ein deutscher Historiker und wissenschaftlicher Mitarbeiter im Museum Viadrina.

## Leben
Reinhard Kusch studierte Geschichte an der Humboldt-Universität zu Berlin. Im Juli 1968 wurde er zum Gegenstand einer sogenannten „Einzel-Information“ an das Ministerium für Staatssicherheit, in der ein unbekannt bleibender Informant ein „negatives Verhalten“ Kuschs und drei anderer Studenten meldete. Kusch sei am 28. Mai 1968 „(...) in einer FDJ-Versammlung zu Problemen der internationalen Arbeiterbewegung mit einem provokatorischen Schreiben auf[getreten], in dem die Studenten ihren Protest zum Abriß der Ruine der Garnisonskirche in Potsdam zum Ausdruck bringen sollten. (...)“ (Zitat); Kusch habe Sympathien für die Veränderungen im Rahmen des Prager Frühlings gezeigt. Gegen die Studenten wurde eine Kampagne inszeniert, für die aus einem Arbeitsplanentwurf der FDJ-Leitung der Gruppe Hist/Dipl. III/1 angebliche Belege für „konterrevolutionäre Umtriebe“ an der Sektion Geschichte zitiert wurden. Auf Betreiben des Rektors Karl-Heinz Wirzberger und des Sektionsdirektors Günter Vogler fanden am 6. Dezember 1968 Disziplinarverfahren statt, die für drei der Beschuldigten, darunter Reinhard Kusch, mit der Relegation von der Universität endeten.
Nach seiner Relegation von der Humboldt-Uni arbeitete Kusch im Stadtarchiv in Greifswald. Ab Mitte der 1970er Jahre arbeitete er im Museum Viadrina in Frankfurt (Oder). Er promovierte 1981 zur Geschichte der Stadt Stralsund und war im Museum Viadrina als wissenschaftlicher Mitarbeiter tätig, wobei er sich auf das Mittelalter spezialisiert hatte. 
In der Wendezeit engagierte Kusch sich in Frankfurt (Oder) im Neuen Forum und war einer der Sprecher von Bündnis 90/Die Grünen. Zuletzt arbeitete Kusch im Fürstenwalder Stadtmuseum.

## Ehrungen
Für sein ehrenamtliches Engagement wurde Kusch im Jahr 2000 mit dem Preis Der gute Geist im Verein geehrt.

## Schriften (Auswahl)
Im Jahr 1999 veröffentlichte Kusch sein Werk Kollaps ohne Agonie mit Protokollen der SED-Bezirksleitung Frankfurt/Oder. In Fürstenwalde/Spree war er Mitautor des Fürstenwalder Lesebuchs.
Auswahl seiner Schriften
- Fachschule für Archivwesen (Hrsg.): Johannes Kornow, Reinhard Kusch, Franz Scherer: Wissensspeicher für das Lehrgebiet Geschichte der politischen Organisation der Gesellschaft – Teil Kapitalismus – Band 5. Potsdam 1976.
- Die schwedische Stadtaufnahme von Stralsund 1706/07. Ein soziotopographischer und sozialökonomischer Querschnitt. In: Greifswald-Stralsunder Jahrbuch 11/1977.
- Die Manufaktur in Stralsund. Voraussetzungen und Entwicklung der protokapitalistischen Produktion im spätfeudalen Stralsund während der Schwedenzeit 1720–1815. Diss. phil., Greifswald 1981.
- Stralsund von 1720 bis 1815. In: Herbert Ewe (Hrsg.): Geschichte der Stadt Stralsund. Hermann Böhlaus Nachfolger, Weimar 1984, S. 202–233.
- Handelskapital und Manufaktur im Spätfeudalismus. Das Beispiel Stralsund (1720 bis 1815). In: Jahrbuch für Wirtschaftsgeschichte/Economic History Yearbook 27, 4 (1986), S. 367–390.
- Kollaps ohne Agonie. Das Ende des SED-Regimes im Bezirk Frankfurt an der Oder. Die Furt, Jacobsdorf 1999.
- Die finale Krise der DDR und die demokratische Herbstrevolution in Frankfurt 1989/90. In: Ulrich Knefelkamp, Siegfried Griesa (Hrsg.): Frankfurt an der Oder. 1253–2003. Verlag für Wissenschaft und Forschung, Frankfurt an der Oder 2003, S. 281–310.
- Über das Ende des Frankfurter Oderland-Museums im Jahre 1945. In: Frankfurter Jahrbuch 2000, S. 89–95.
- Wer Stalin sagt, muß auch Lenin sagen. Über die Ursprünge des Stalinismus zwischen 1903 und 1924. In: Der Fröhliche Marxist 9/2013 (PDF).